# Proceso competencial por el proceso de vacancia presidencial en 2020
El proceso competencial por el proceso de vacancia presidencial en 2020 fue un proceso constitucional instaurado por el Poder Ejecutivo contra la decisión del Congreso de la República del Perú de iniciar un proceso de vacancia en contra del Presidente de la República Martín Vizcarra. La demanda tuvo por propósito que el Tribunal Constitucional se pronuncie sobre la legalidad de la medida adoptada por el Congreso y específicamente sobre los alcances constitucionales de la competencia del Congreso para declarar una vacancia por permanente incapacidad moral. 

## Contexto

### Caso 'Richard Swing'
A mediados de mayo de 2020, la periodista de espectáculos, Magaly Medina reveló en su programa que el Ministerio de Cultura había contratado en varias oportunidades al cantante Richard Cisneros (conocido como Richard Swing) y, a la fecha, había sido remunerado con 175 mil 400 soles por actividades que se describían como charlas motivaciones, integraciones institucionales, entre otras. Un dato polémico fue la contratación del cantante en abril de 2020, en medio del Estado de Emergencia por la pandemia del Covid-19, para ofrecer unas charlas virtuales por lo que recibiría 30 mil soles del Ministerio de Cultura.
Días después, el presidente peruano Martín Vizcarra fue consultado sobre la contratación del cantante y dijo que lo conocía, que colaboró con la campaña electoral de 2016 y que esa relación ha permitido que también tenga una participación en algún nivel de Gobierno.
El Ministerio Público inició investigaciones por las presuntas irregularidades en la contratación de Richard Cisneros que podrían derivar en delitos de colusión, tráfico de influencias o negociación incompatible. De la misma manera, la Comisión de Fiscalización del Congreso de la República comenzó a investigar sobre el tema.
El 2 de setiembre de 2020, la Comisión de Fiscalización y Contraloría citó al presidente Martín Vizcarra por el "caso Richard Swing". El 5 de setiembre de 2020, el presidente rechazó la cita de la Comisión de Fiscalización y Contraloría.

### Audios
El 10 de septiembre de 2020, el congresista de Unión por el Perú, Edgar Alarcón Tejada, durante una sesión del pleno del Congreso de la República, presentó ante el presidente del Congreso, Manuel Merino de Lama, tres audios. Las dos primeras grabaciones daban cuenta conversaciones entre el presidente Vizcarra, sus asesores y secretarias presidenciales sobre qué medidas tomar ante las investigaciones en el «Caso Richard Swing»; en el tercer audio, se muestra una conversación entre la secretaria Karem Roca con Richard Cisneros (principal involucrado en el caso).
Algunos abogados penalistas (como Carlos Caro, Héctor Rojas, Enrique Ghersi Silva, Luis Lamas Puccio y Mario Amoretti) indicaron que, en los dos primeros audios, los diálogos sostenidos probarían los presuntos delitos de encubrimiento real, obstrucción a la justicia, fraude procesal, falso testimonio y organización criminal. Sin embargo, otros (como Sergio Rodríguez) señalaron que no existirían actos delictivos en el marco de las coordinaciones que se realizan en el audio, sino el diseño de una estrategia procesal.
El 13 de septiembre, el programa periodístico Panorama reveló nuevos audios entre Mirian Morales y Karem Roca, presuntamente coordinando para «negar hasta el final» las visitas de Richard Cisneros al presidente Martín Vizcarra. Otros medios revelaron otros tres audios donde Karem Roca afirma la existencia de numerosas reuniones de Cisneros con Vizcarra y Morales. Además, califica al ministro Carlos Estremadoyro como «cajero del presidente» y al fiscal José Domingo Pérez como «coordina[ndo] con la cuñada [del presidente]».
El mismo 13 de septiembre, el programa periodístico Punto Final de Latina Televisión reveló un peritaje hecho por la Fiscalía de la Nación en el que se comprueba Cisneros habría realizado entre 6 y 8 visitas a Palacio de Gobierno y que se intentó eliminar la información de los registros.
El día 14 de septiembre, América Noticias reveló un audio en el que Karem Roca pregunta las repercusiones legales por haber grabado al presidente Martín Vizcarra, hecho que había negado en la Comisión de Fiscalización.

### Proceso de vacancia presidencial
El mismo día en que se conocieron los primeros audios, en el Congreso se presentó la Moción de Orden del Día N° 12090 que buscaba instaurar un proceso de vacancia presidencial el que, de prosperar, culminaría con la destitución del Presidente. Al día siguiente, 11 de setiembre de 2020, la moción fue votada en el pleno del congreso, aprobándose con 65 votos a favor, 6 en contra y 24 abstenciones, con lo el proceso de vacancia presidencial quedó formalmente instaurado. Asimismo, se dispuso citar al Presidente de la República para el 18 de setiembre de 2020 a efectos que ejerza su derecho de defensa por sí mismo o mediante su abogado, luego de lo cual se debatiría y votaría el pedido de vacancia, el que para ser aprobado debería alcanzar una votación calificada de dos tercios del número legal de congresistas, es decir 87 votos a favor sobre un total de 130 congresistas.
Poco después de iniciado el proceso de vacancia presidencial se conoció que el presidente del Congreso Manuel Merino de Lama intentó comunicarse sin éxito con el jefe del Comando Conjunto de las Fuerzas Armadas, general EP César Astudillo, y que también realizó llamadas al comandante general de la Marina con quien sí entabló comunicación. Estos hechos ocurrieron antes de que el Congreso admitiera a trámite la moción de vacancia. El Presidente del Congreso manifestó luego que la comunicación fue para "transmitir tranquilidad" e informar sobre el procedimiento parlamentario.

## Presentación de la demanda y solicitud de medida cautelar
El 12 de setiembre de 2020, el Ejecutivo anunció que presentaría una demanda competencia ante el Tribunal Constitucional, la que estaría acompañada de una medida cautelar. Luego de ello, el Congreso anunció la contratación de los constitucionalistas Domingo García Belaúnde, Aníbal Quiroga León y Enrique Ghersi Silva como parte de su defensa en el proceso competencial.
El 14 de setiembre, el procurador público del Ministerio de Justicia en representación del Poder Ejecutivo, presentó la demanda competencial ante el Tribunal Constitucional en cuyo petitorio expresa que su finalidad es «lograr que el Tribunal Constitucional, a partir de la precisión sobre los alcances constitucionales de la competencia del Congreso para declarar una vacancia por permanente incapacidad moral, garantice el ejercicio de las competencias que la Constitución Política de 1993 le otorga al Poder Ejecutivo durante el periodo de cinco años para el cual ha sido elegido, evitando a su vez que sea empleada de forma arbitraria como mecanismo de control político y sanción para dar por concluido de forma anticipada un mandato presidencial».
Conjuntamente con la demanda, el Poder Ejecutivo presentó una solicitud de medida cautelar con la finalidad de que el Tribunal disponga la suspensión de los efectos de la admisión a trámite de la moción de vacancia contra el presidente de la República por permanente incapacidad moral (Moción de Orden del Día N° 12090), así como la suspensión del desarrollo del procedimiento de vacancia previsto en el artículo 89-A del Reglamento del Congreso de la República, hasta que dicho Tribunal emita un pronunciamiento sobre el fondo de la controversia.

### Decisión del Tribunal sobre la admisibilidad de la demanda y medida cautelar
El jueves 17 de septiembre, el Tribunal Constitucional decidió admitir a trámite la demanda competencial planteada por el Poder Ejecutivo con 6 votos a favor y 1 en contra, mientras que por 5 votos contra 2 declaró improcedente la solicitud de medida cautelar. En la misma discusión, los magistrados también descartaron exhortar al Congreso a elevar el número de votos a 104 de 130, como propuso la ponente Ledesma.
| Admisibilidad de la demanda | Admisibilidad de la demanda | Medida cautelar       | Medida cautelar    | Exhortación para elevar votos | Exhortación para elevar votos |
| A favor                     | En contra                   | Aceptar               | Rechazar           | A favor                       | En contra                     |
| --------------------------- | --------------------------- | --------------------- | ------------------ | ----------------------------- | ----------------------------- |
| Marianella Ledesma          | Ernesto Blume               | Eloy Espinosa-Saldaña | Augusto Ferrero    | Marianella Ledesma            | Augusto Ferrero               |
| Augusto Ferrero             |                             | Carlos Ramos Núñez    | Manuel Miranda     | Eloy Espinosa-Saldaña         | Ernesto Blume                 |
| Eloy Espinosa-Saldaña       |                             | Ernesto Blume         | Carlos Ramos Núñez | Manuel Miranda                |                               |
| Carlos Ramos Núñez          | José Luis Sardón            |                       | José Luis Sardón   |                               |                               |
| Manuel Miranda              | Marianella Ledesma          |                       |                    |                               |                               |
| José Luis Sardón            |                             |                       |                    |                               |                               |

El 30 de setiembre de 2020 el Tribunal Constitucional notificó formalmente al Congreso con la resolución que admite a trámite la demanda, a partir de lo cual la ley le otorga un plazo de treinta días para presentar su contestación a la demanda.

### Improcedencia de la demanda
El día 19 de octubre de 2020, el Pleno del Tribunal Constitucional decidió por mayoría declarar improcedente la demanda competencia